# フューチャーアナリティクス
株式会社フューチャーアナリティクスは、日本のシンクタンク兼コンサルティング企業。元衆議院議員の佐藤ゆかりが代表取締役を務める。
2006年2月有限会社21世紀経済研究会として発足した後、2023年7月株式会社フューチャーアナリティクスに商号変更した。
政官界との密接な関係をもとに、経営コンサルティング、政府政策や補助金情報の提供、M＆A案件の提案、海外展開支援、事業再生支援などを行っている。
石破茂、竹中平蔵、デービッド・アトキンソンや、鈴木茂樹を始め各省事務次官OBなどをアドバイザリーボードとして起用し、オンラインでのウェビナーやコンサルティングを行う「InnovationX アカデミー」の企画運営も行っている。